# لورد سنو
لورد سنو (بالإنجليزية: Lord Snow)‏ هي الحلقة الثالثة من الموسم الأول من المسلسل الفانتازي صراع العروش، والمُقتبس من سلسلة روايات أغنية الجليد والنار للمؤلف جورج ر. ر. مارتن، وهي الحلقة رقم 3 من المسلسل ككل. عُرضت الحلقة لأول مرة في 1 مايو 2011، على شبكة إتش بي أو المُنتجة للمسلسل، وكانت من كتابة ديفيد بينيوف، ودي. بي. وايس، ومن إخراج براين كيرك.

## ملخص الحلقة
ينضم (نيد) لأعضاء مجلس الملك الصغير ويتعرف عليهم في «كينغ لاندينغ» ويعرف مدى سوء حاشية الملك، تقرر (كاتلين) السفر للجنوب لتحذير زوجها من آل (لانستر) وهناك تُقابل صديقاً قديماً وهو في ذات الوقت أحد أعضاء المجلس يُدعى بـ (اللورد باليش) ويُلقب أيضاً بـ (الخنصر/ليتل فينغر). حيث يُنادي لها زوجها وتنبئه بالخبر وتعود لموطنها. بعد استيقاظ (بران) يعلم أنه لن يستطيع السير مُجدداً، وعندما سأله أخوه الأكبر (روب ستارك) أجابه أن قدمه زُلّت فسقط. م أما في الشمال عند الجدار، فقد وصل (جون) وبدأ يُكافح ليتأقلم مع حياته الجديدة، وكان هو أفضل المُبارزين مما ولّد بعض الغيرة في نفوس الرجال الآخرين. يصل (تيريون) إلى الجدار الشمالي أيضاً، ويلتقي بـ (اللورد مورمونت) وهو قائد الحرس الليلي، فيطلب منه أن يسأل الملك ان يرسل مزيداً من الحُرّاس إذ أن القبائل الهمجية خلف الجدار تحتشد للهجوم عليهم. في الجهة الأخرى من العالم، تظهر علامات الحمل على (دينريس) مما يزيد سيطرتها على القبيلة، عندما حاول أخوها ضربها قام أحد أفراد القبيلة بمعاقبته وأنزله من على فرسه وأمره بالسير على قدميه، وبدأوا بدعوتها بـ (كاليسي) والتي تعني «القائد» في لغة «الدوثروكي». تنتهي الحلقة في «كينغ لاندينغ» حيث يحضر (نيد) لابنته (آريا) مُدرّباً ليعلمها القتال بالسيف.

## الإنتاج
سيناريو الحلقة كان من كتابة ديفيد بينيوف، ودي. بي. وايس، وأُختير براين كيرك لإخراجها. كان ماركو بونتيكورفو مديرًا لتصوير الحلقة، وفرانسيس باركر محررةً لها، أما موسيقى الحلقة التصويرية فكانت من تلحين رامين جوادي.

## نسب المشاهدة
| الموسم | الموسم | رقم الحلقة | رقم الحلقة | رقم الحلقة | رقم الحلقة | رقم الحلقة | رقم الحلقة | رقم الحلقة | رقم الحلقة | رقم الحلقة | رقم الحلقة | المتوسط |
| الموسم | الموسم | 1          | 2          | 3          | 4          | 5          | 6          | 7          | 8          | 9          | 10         | المتوسط |
| ------ | ------ | ---------- | ---------- | ---------- | ---------- | ---------- | ---------- | ---------- | ---------- | ---------- | ---------- | ------- |
|        | 1      | 2.22       | 2.20       | 2.44       | 2.45       | 2.58       | 2.44       | 2.40       | 2.72       | 2.66       | 3.04       | 2.52    |
|        | 2      | 3.86       | 3.76       | 3.77       | 3.65       | 3.90       | 3.88       | 3.69       | 3.86       | 3.38       | 4.20       | 3.80    |
|        | 3      | 4.37       | 4.27       | 4.72       | 4.87       | 5.35       | 5.50       | 4.84       | 5.13       | 5.22       | 5.39       | 4.97    |
|        | 4      | 6.64       | 6.31       | 6.59       | 6.95       | 7.16       | 6.40       | 7.20       | 7.17       | 6.95       | 7.09       | 6.84    |
|        | 5      | 8.00       | 6.81       | 6.71       | 6.82       | 6.56       | 6.24       | 5.40       | 7.01       | 7.14       | 8.11       | 6.88    |
|        | 6      | 7.94       | 7.29       | 7.28       | 7.82       | 7.89       | 6.71       | 7.80       | 7.60       | 7.66       | 8.89       | 7.69    |
|        | 7      | 10.11      | 9.27       | 9.25       | 10.17      | 10.72      | 10.24      | 12.07      | غ/م        | غ/م        | غ/م        | 10.26   |
|        | 8      | 11.76      | 10.29      | 12.02      | 11.80      | 12.48      | 13.61      | غ/م        | غ/م        | غ/م        | غ/م        | 11.99   |

## وصلات خارجية
- لورد سنو على موقع IMDb (الإنجليزية)
- لورد سنو على موقع ميتاكريتيك (الإنجليزية)
- لورد سنو على موقع روتن توميتوز (الإنجليزية)
- لورد سنو على موقع أول موفي (الإنجليزية)